# ジュリオ・アンジョーニ
ジュリオ・アンジョーニ（Giulio Angioni、1939年10月28日 - 2017年1月12日）は、イタリアの作家かつ人類学者。

## 人物
サルデーニャ州グアジーラ生まれ。1981年よりカリャリ大学教授。オックスフォード大学セント・アントニーズ・カレッジのフェロー。
作家としては約20編の小説を、人類学者としては小論を12編ほど執筆している。現代のサルデーニャ文学界の確立に影響を及ぼした人物として、セルジオ・アッツェーニやサルヴァトーレ・マンヌッツ（ヴィアレッジョ賞受賞者）と並び称される。

## 主な著作
代表作に Le fiamme di Toledo, Assandira, Doppio cielo, L'oro di Fraus など。
- 1978, ゴールドサルデーニャ, L'oro di Fraus[2].
- 1990, Il sale sulla ferita[3]
- 1992, Una ignota compagnia[4]
- 2002, ヤシのハウス, La casa della palma.
- 2002, 何千年もの間, Millant'anni.
- 2003, Il mare intorno.
- 2004, Assandira[5]
- 2005, Alba dei giorni bui.
- 2006, トレドの炎, Le fiamme di Toledo.
- 2007, 皮膚全体, La pelle intera.
- 2008, Afa, [6].
- 2008, 時間, Tempus.
- 2010, Gabbiani sul Carso.
- 2010, ダブルスカイ, Doppio cielo.
- 2015, Sulla faccia della terra.